# 착륙 장치

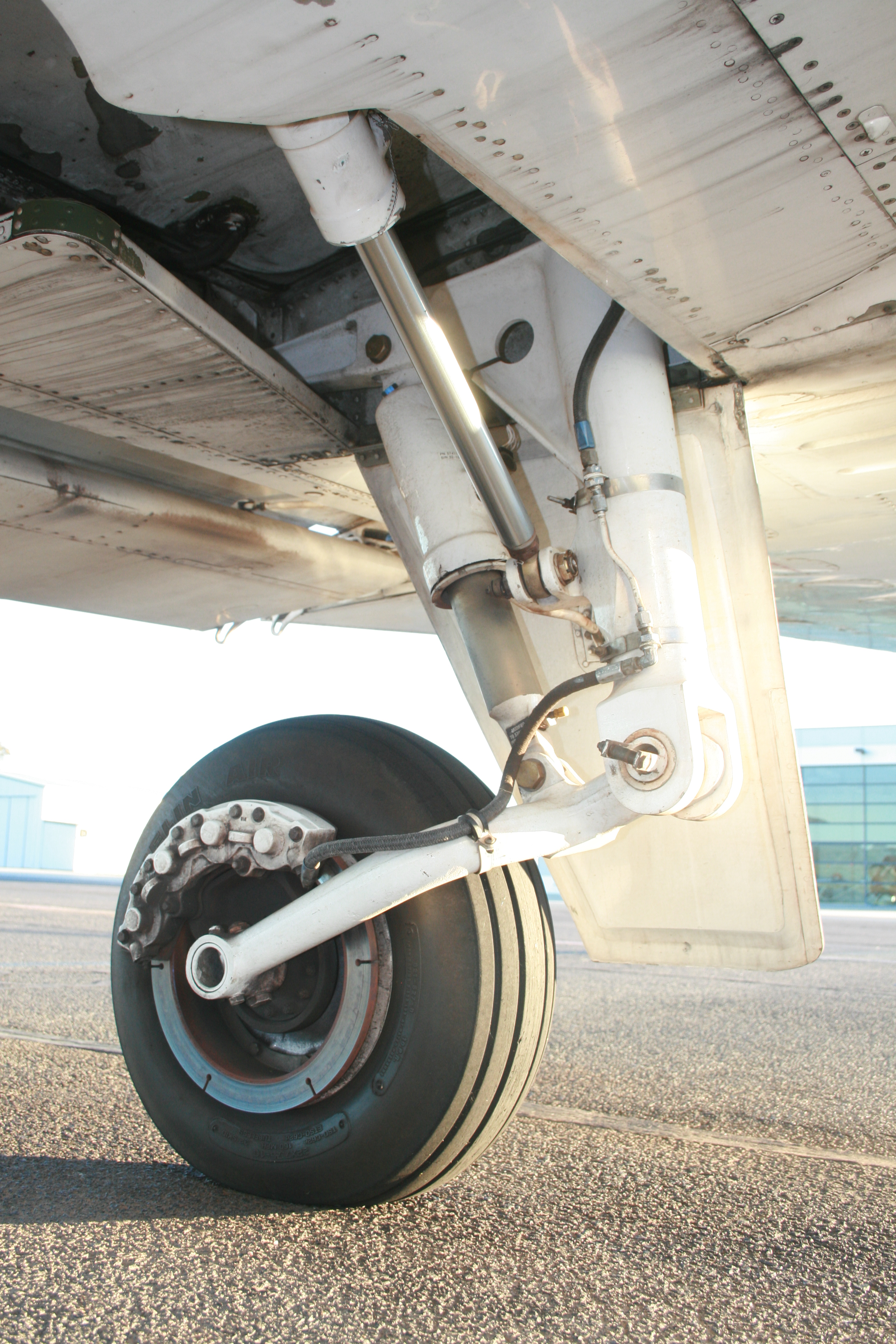
올레오 스트러트

착륙 장치(着陸裝置, 영어: landing gear)는 항공기나 우주선이 지상 활주, 이륙 또는 착륙을 위해 사용하는 하부 구조물을 말한다. 항공기의 경우 이 세 용도 모두에 필요하다. 과거에는 글렌 L. 마틴 컴퍼니와 같은 일부 제조사에서 얼라이팅 기어(alighting gear, 착지 장치)라고도 불렀다. 항공기와 관련하여, 스틴턴은 '언더캐리지(영국 영어: undercarriage) 또는 랜딩 기어(미국 영어: landing gear)'라는 표현으로 용어상의 구분을 짓고 있다.
항공기의 경우, 착륙 장치는 비행하지 않을 때 기체를 지지하여 손상 없이 이륙, 착륙 및 지상 활주가 가능하게 한다. 바퀴형 착륙 장치가 가장 일반적이며, 눈이나 얼음, 수상에서 운용하기 위해서는 스키나 플로트가 필요하고, 헬리콥터처럼 육상에서 수직으로 이륙하기 위해서는 스키드가 필요하다. 접이식 착륙 장치는 비행 중에 접혀 들어가 항력을 줄여 더 빠른 대기속도를 낼 수 있다. 착륙 장치는 항공기를 지지할 만큼 충분히 강해야 하며, 그 설계는 무게, 균형 및 성능에 영향을 미친다. 흔히 삼각대 효과를 위해 세 개의 바퀴 또는 바퀴 세트로 구성된다.
일부 특이한 착륙장치가 실험적으로 평가되었다. 여기에는 캐터펄트 크레이들과 유연한 착륙 갑판에서 운용함으로써 가능해진 착륙 장치 없는 형태(무게 절감을 위해), 다양한 지상 장애물과 물/눈/얼음 위에서 운용이 가능한 에어쿠션 방식, 활주로 하중을 줄이기 위한 궤도 방식 등이 있다.
우주발사체와 착륙선의 경우, 착륙 장치는 보통 착륙 시와 이후 표면 이동 시에만 기체를 지지하며, 이륙 시에는 사용되지 않는다.
다양한 설계와 용도로 인해 수십 개의 전문 착륙 장치 제조업체가 존재한다. 가장 큰 3개 업체는 사프란 랜딩 시스템즈, 콜린스 에어로스페이스(레이시온 테크놀로지스의 일부), 에루-데브텍이다.

## 항공기
비행기가 지면에 있을 때 이것을 지탱하는 장치로서 일반적으로 앞에 1개, 뒤에 2개가 있다. 각각 몇 개의 바퀴와 착륙할 때에 쇼크를 완충시키기 위한 올레오(유압식 완충장치, oleo shock absorber)로 되어 있다.
날고 있을 때에는 필요가 없으므로 날개나 동체 속에 수납해 공기저항을 감소시키는 것이 접게들이바퀴이다.
바퀴 대신 플로트(flout)를 달아 물 위에서 발착하는 것이 수상기(水上機)이다. 동체가 보트형으로 되어 있고, 수상에서 발착하는 것을 비행정(飛行艇)이라고 한다.

## 같이 보기
- 계기착륙장치(ILS)
  - 글라이드 패스(Glide Path)
  - 글라이드 슬롭 (항공)(Glide Slope)
  - 로컬라이저(Localizer)
- 계기 비행(IFR)
- 시계 비행(VFR)
- 테일 스트라이크
- 활주로(RWY)